# São Sebastião da Bela Vista
São Sebastião da Bela Vista é um município brasileiro do Estado de Minas Gerais. Está a uma altitude de 860 metros e possui uma área de 167,428 km². Sua população em 2021 era de 5 598 habitantes, conforme estimativa do Instituto Brasileiro de Geografia e Estatística.
O acesso rodoviário ao município é feito pelas rodovias BR-381 e AMG-1920.

## História

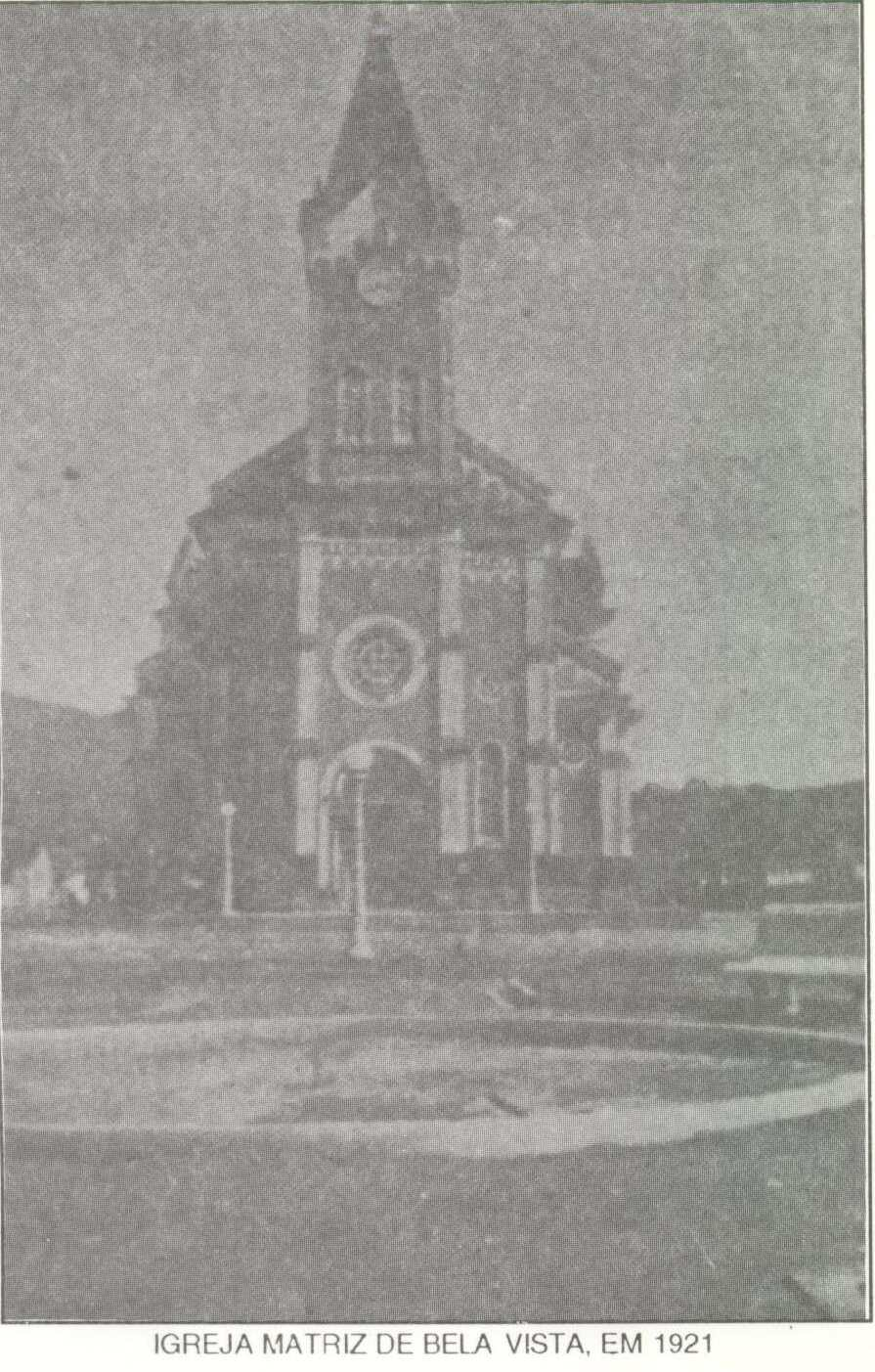
Matriz de São Sebastião em 1921

São Sebastião da Bela Vista, antigo distrito subordinado ao município de Santa Rita do Sapucaí, foi elevado à categoria de município pela lei estadual nº 2764 de 30 de dezembro de 1962.

## Geografia
São Sebastião da Bela Vista localiza-se às margens da Rodovia Fernão Dias, a 240 km de São Paulo, a 373 km de Belo Horizonte e a 385 km do Rio de Janeiro. A altitude máxima encontrada no município é de 1395 metros (na Serra do Paredão) e a altitude mínima encontrada no município é de 895 metros (na foz do Ribeirão Bela Vista).

### Hidrografia
O Município é banhado pelo rio Sapucaí e pelo ribeirão Bela Vista.

### Clima
São Sebastião da Bela Vista, situa-se em uma região serrana do sul de Minas Gerais a uma altitude de 860 metros, assim possui um clima tropical de altitude. Com chuvas abundantes no verão. No inverno frentes frias vindas do Pólo Sul, provocam o fenômeno da geada
- Média anual: 18,2 °C
- Média máxima anual:	26,7 C
- Média mínima anual:	11,4 C

Índice médio pluviométrico anual:  1642,2 mm

## População e eleitorado
São Sebastião da Bela Vista possui 4.948 habitantes, segundo o Censo IBGE 2010. Desta população 4.550(91%) são eleitores.

### Evolução Populacional
| ANO  | Nº de Habitantes |
| 1991 | 3.866            |
| 1996 | 4.214            |
| 2000 | 4.311            |
| 2007 | 4.884            |
| 2010 | 4.948            |

### Pecuária
| Bovinos                | 11.110 (cabeças)  |
| Equinos                | 461 (cabeças)     |
| Bubalinos              | 2 (cabeças)       |
| Muares                 | 75 (cabeças)      |
| Suínos                 | 1.042 (cabeças)   |
| Caprinos               | 110 (cabeças)     |
| Vacas Ordenhadas       | 3.791 (cabeças)   |
| Leite de Vaca produção | 6560 (mil litros) |
| Mel de Abelha          | 287 (quilos)      |

Fonte: IBGE

### Agricultura
Produtos da agricultura.
| Produto          | Área Colhida (ha) | Produção(t) | Rendimento médio(kg/ha) |
| Arroz (em casca) | 105               | 438         | 4.171                   |
| Café (grão)      | 1.250             | 1.350       | 1.080                   |
| Batata (inglesa) | 15                | 330         | 22.000                  |
| Cana-de-Açúcar   | 70                | 4.900       | 70.000                  |
| Feijão           | 352               | 394         | 1.119                   |
| Milho            | 450               | 2.160       | 4.800                   |